# 梅塔莫拉鎮區 (印地安納州富蘭克林縣)
梅塔莫拉鎮區（英語：Metamora Township）是位於美國印地安納州富蘭克林縣的一個行政鎮區。

## 地方資料
根據2010年美國人口普查的數據，梅塔莫拉鎮區的面積為50.80平方千米，當中陸地面積為50.50平方千米，而水域面積為0.30平方千米。當地共有人口974人，而人口密度為每平方千米19.17人。